# Ophidion muraenolepis
Ophidion muraenolepis är en fiskart som beskrevs av Günther, 1880. Ophidion muraenolepis ingår i släktet Ophidion och familjen Ophidiidae. Inga underarter finns listade i Catalogue of Life.